# Stanton (Kentucky)
Stanton è un comune degli Stati Uniti d'America, situato nello Stato del Kentucky, nella contea di Powell, della quale è il capoluogo.